# ペ・グリン
ペ・グリン（배그린、1989年1月1日 - ）は大韓民国の女優。

## 学歴
- 大邱市 大邱西部工業高等学校

## 出演作品

### ドラマ
- 2006年 KBS2 青少年ドラマ 『四捨五入3』... ペ・グリン 役
- 2008年 MBC ミニシリーズ 『大韓民国弁護士』
- 2008年 OCN ミニシリーズ 『マイ・ボス マイ・ヒロイン 〜女師父一体〜』 ... ハン・ウンソン 役
- 2009年 MBC ミニシリーズ 『チング ~愛と友情の絆~ 』... ソン・ソンヘ 役
- 2009年 SBS ミニシリーズ 『美男ですね』... サ・ユリ 役
- 2010年 tvN 週間シットコム 『トキメキ♡恋するセンチョリ村!』 ... パク・ボクスン 役
- 2010年 SBS 週末連続劇 『笑ってママ』 ... ペク・チャンミ 役
- 2011年 SBS ミニシリーズ 『私の期限は49日』 ... パク・ソウ 役
- 2012年 tvN ミニシリーズ 『1年に12人の男』 ... オ・ヘラ 役
- 2013年 KBS2 週末連続劇 『最高だ、イ・スンシン』 ... シン・イジョン 役

### 広告
- SKテルコム

### ミュージックビデオ
- ミスエス - 사랑이 뭐길래